# Мартин Вилијамс
Мартин Вилијамс (енгл. Martyn Wiliams; 1. септембар 1975) бивши је велшки рагбиста. Са 100 одиграних утакмица за репрезентацију Велса, у врху је историјске листе "змајева". У полуфиналу купа европских шампиона 2009., промашио је пенал против Лестера. Од када је рагби 15 постао професионални спорт, то је био први случај да о победнику одлучују пенали. Прошао је све млађе селекције Велса, а за сениорску је дебитовао у купу пет нација против Енглеске 1998. Као капитен предводио је Велс против Шкотске 2003. Са Велсом је освојио два гренд слема (2005, 2008). Ишао је на чак три турнеје са британским и ирским лавовима (2001, 2005, 2009). Током каријере играо је за Понтиприд и за Кардиф у келтској лиги. У марту 2012., је објавио да ће престати да игра рагби на крају сезоне.